# Sumbawa (stato)
Il sultanato di Sumbawa (in lingua aceh: Kesultanan Badung) o regno di Sumbawa (in lingua aceh: Kerajaan Badung) fu uno stato principesco esistito nell'attuale Indonesia, tra il 1674 ed il 1945. Il territorio sotto la sua giurisdizione copriva quasi la metà dell'isola di Sumbawa.

## Storia

### L'arrivo dell'islam
Si stima che l'induismo ed il buddismo fossero cresciuti rapidamente nei piccoli regni dell'isola di Sumbawa circa duecento anni prima dell'invasione e della conquista di quei territori da parte del regno di Majapahit. 
Secondo lo studioso Zolinger, l'islam riuscì a penetrare invece nell'isola di Sumbawa provenendo da quella di Lombok, tra il 1450 ed il 1540 da mercanti musulmani provenienti da Giava e da Sumatra, in particolare da Palembang. Dopo il crollo dell'impero Majapahit diversi piccoli regni nella regione di Sumbawa ottennero l'indipendenza e questo rese ancora più facile ai predicatori dell'islam introdurre gli insegnamenti del Corano, con personaggi di spicco come Sunan Prapen, un discendente di Sunan Giri.

### Il regno
L'area del regno di Sumbawa era già in precedenza uno stato vassallo del sultanato di Gowa che nel XVII secolo era la potenza soverchiante nell'area, ma già dal 1673 questo potere era entrato in crisi a favore di poteri locali. Un anno dopo, nel 1674, Sumbawa si costituì in stato indipendente capeggiato dalla dinastia dei Dewa Dalam Bawa che rimase al potere nello stato sino al Novecento con la sua inclusione nella repubblica indonesiana.
Il regno di Sumbawa aveva a sua volta tre regni vassalli, Seran, Taliwang e Jereweh, governati da un viceré.
Il primo sovrano del regno indipendente di Sumbawa fu Harunnurrasyid I che regnò dal 1674 al 1791, fratello dell'ultimo sovrano sotto la potenza di Gowa, Mas Cini. Entrambi erano figli di Raden Subangsa, un principe della casata reale dello stato di Benjar. Nel 1673, intanto, la Compagnia olandese delle Indie orientali era sbarcata sull'isola di Sumbawa ed il 12 giugno 1674 il regno appena nato era stato costretto a firmare un accordo per rinunciare ai propri diritti su Selaparang in cambio della protezione militare garantita dagli olandesi. Nel 1702, il sultano Harunnurrasyid I decise di abdicare in favore di suo figlio Jalaluddin Muhammad Syah I. Questi, nel 1723, mosse guerra al regno balinese di Selaparang per riconquistarlo. Durante questo periodo di campagna militare, fu il fratello del sultano, Datu Bala Sawo, ad occuparsi effettivamente dell'amministrazione dello stato ed, alla morte di questi, dal nipote del sovrano, Datu Gunung Setia, che mantenne la carica sino al 1732.
Alla morte di Jalaluddin Muhammad Syah I, salì al potere Muhammad Kaharuddin I che regnò dal 1732 al 1758, il cui regno fu fortemente influenzato dalla moglie, I Sugiratu Karaeng Bontoparang, la quale ottenne addirittura la reggenza completa del trono col titolo di sultana quando, alla morte del marito, ne occupò il posto. L'eccessiva ingerenza negli affari di stato durante il regno del consorte e poi il comportamento tenuto nei confronti del resto della corte e del regno, fecero della sultana un facile bersagli per i suoi oppositori che la detronizzarono nel 1761. I Sugiratu Karaeng Bontoparang venne quindi sostituita da Allora Onye Datu disse Sermin, un nipote, che però regnò solo dal 1761 al 1762. 
Dopo l'ingresso della Compagnia olandese delle Indie orientali nell'area, il sultanato di Sumbawa venne sottoposto alla residenza coloniale di Timor con un potere sempre crescente dei coloni europei, i quali iniziarono ad interessarsi in maniera sempre più forte alla situazione politica interna allo stato, al punto da nominare un "assistente politico" nella persona dell'olandese Janson van Ray, col compito di "consigliare" il sultano nelle decisioni da prendere per il bene dello stato.
Durante il regno del sultano Muhammad Jalaluddin Syah III (1882 - 1931), venne costruito il palazzo reale come ultima ostentazione di un potere locale che ormai era ridotto a pura formalità. Dopo la sua morte nel 1931, il trono del sultano passò al principe ereditario, Muhammad Kaharuddin III, che fece costruire il palazzo di Bala Puti e conobbe il delicato periodo dell'occupazione giapponese. Nel maggio del 1942, infatti, otto navi da guerra giapponesi sbarcarono a Labuhan Mapin sotto il comando del colonnello Haraichi. Sumbawa colse l'occasione dell'arrivo di altri dominatori per dichiarare la propria indipendenza dagli olandesi, ma il dominio giapponese non durò a lungo con la sconfitta nel corso della seconda guerra mondiale. Prima ancora che gli olandesi potessero rientrare a prendere possesso dei loro domini, Sukarno e Mohammad Hatta proclamarono l'indipendenza della Repubblica di Indonesia il 17 agosto 1945 e Sumbawa venne annessa al nuovo stato.
Ad oggi il sultanato è stato ripristinato come simbolo della cultura locale, ma con un potere meramente cerimoniale. Dalla morte dell'ultimo sovrano nel 1975 l'attuale sultano, Muhammad Kaharuddin IV, è stato incoronato solo nel 2011.

## Sultani di Sumbawa
- Harunnurrasyid I (1674-1701)
- Jalaluddin Muhammad Syah I (1701-1731)
  - Datu Bala Sawo (1723-1725), reggente
  - Datu Gunung Setia (1725-1732), reggente
- Muhammad Kaharuddin I (1732-1758)
- Sultanah Siti Aisyah (1758-1761)
- Allora Onye Datu disse Sermin (1761-1762)
- Muhammad Jalaluddin Syah II (1762-1766)
- Dewa Maswawa Sultan Mahmud (1765-1775)
- Harunnurasyid II (1775-1791)
  - Datu Busing Lalu Komak (1775-1777), reggente
- Sultanah Shafiyatuddin (1791-1795)
- Muhammad Kaharuddin II (1795-1816)
  - Nene Ranga Mele Manyurang (1816-1825), reggente
  - Mele Abdullah (1825-1836), reggente
- Lalu Mesir (1837-1843)
- Lalu Muhammad Amrullah (1843-1882)
- Muhammad Jalaluddin Syah III (1882-1931)
- Muhammad Kaharuddin III (1931-1975)
- Muhammad Kaharuddin IV (2011-oggi)